# Angelo Poliziano
Angelo Ambrogini, comumente conhecido como Poliziano ou, na sua forma portuguesa, Policiano (Latim: Politianus) (Montepulciano, 14 de julho de 1454 — Florença, 29 de setembro de 1494) foi um humanista, dramaturgo e poeta de Florença, um dos artistas que reviveram o latim durante o Renascimento. Sua erudição foi fundamental para distinguir o latim usado pelo Renascimento Humanista, do latim das normas medievais, e para a filologia. Traduziu passagens da Ilíada. Utilizou seu poema Manto, escrito em 1480, como introdução aos seus estudos sobre Virgílio. A alcunha na qual ficou conhecido, Poliziano, deriva de seu local de nascimento, Montepulciano, em latim (Mons Politianus). 

## Biografia
Nascido na região de Toscana em 1454, Poliziano perdeu aos 12 anos o pai, Benedetto, um conhecido jurista assassinado por conta de intrigas políticas. Devido às dificuldades financeiras em que se encontrava a família, mudou-se em 1469 para Florença, na casa de parentes pobres. Recebeu educação, aprendeu a língua latina e o grego. Aos dezesseis anos começou a tradução dos livros II, III, IV e V da Ilíada, em hexâmetros latinos, surpreendendo seus contemporâneos pelo rigor filológico e elegância estilística. Traduziu também para o latim o Enchirídion de Epicteto, o Carmênides de Platão e algumas Histórias de Heródoto. Sua erudição clássica atraiu a atenção da poderosa e abastada família Medici. Serviu aos Medici como tutor dos filhos de Lorenzo e também como seu secretário privado a partir de 1473. Sua poesia tardia, incluindo La Giostra, glorifica seus patronos. A partir de 1489, começou a dar aulas de literatura grega e latina. Alguns de seus alunos foram Michelangelo, o erudito alemão Johannes Reuchlin, e os humanistas ingleses Thomas Linacre e William Grocyn. Faleceu em Florença no ano de 1494.
Em 2007, os corpos de Poliziano e de Pico della Mirandola foram exumados da Basílica de São Marcos em Florença. Especialistas das Universidades de Bolonha, Pisa e Lecce sob a supervisão de Giorgio Gruppioni, constataram que ambos morreram envenenados por arsênico. Contrariando, assim, as versões que afirmavam que o poeta morrera por sífilis, dois meses antes da morte de Pico.